# Black Tape
Black Tape er en dansk animationsfilm fra 2014 instrueret af Michelle Kranot og Uri Kranot.

## Handling
"Black Tape" er en abstrakt fortælling om dominans og konflikten mellem Israel og Palæstina. I filmen danser en israelsk soldat og en palæstinensisk aktivist en langsom tango. Flere soldater kommer til, og andre kampe opstår. Tangoen fortsætter og fremstiller på ubønhørlig vis den uforsonlige og tiltagende vold mellem parterne. Filmens animationer er baseret på nyhedsudsendelser og dokumentaroptagelser.